# Lână

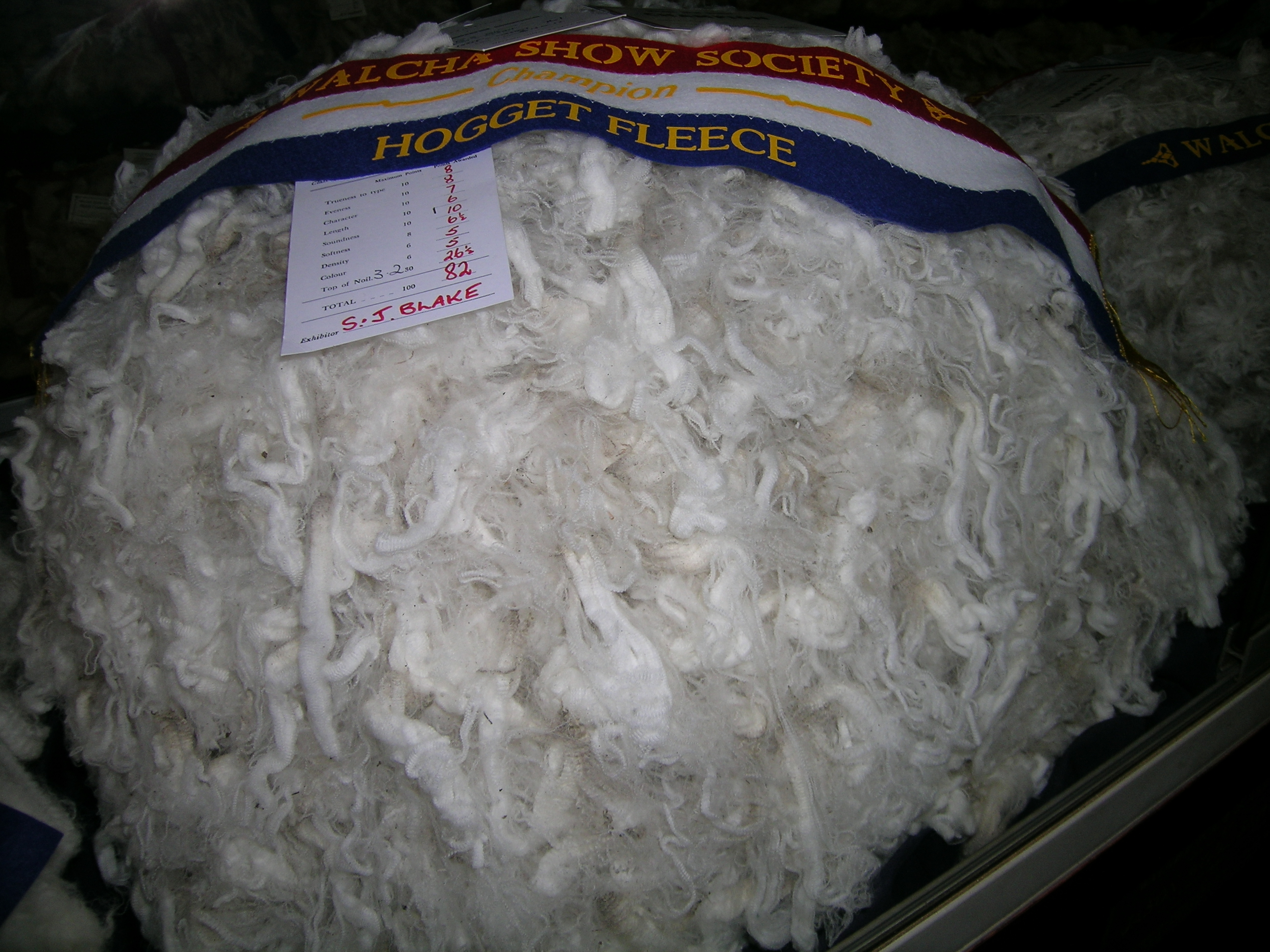
Cocoloș de lână

Lâna este un produs textil foarte popular, realizat din părul unor animale și folosit la tricouri și alte haine exterioare menite să fie cât mai călduroase. Cea mai frecventă este lâna de oaie, dar se poate obține lână și de la capre, lame sau iepure. Lâna este din ce în ce mai mult înlocuită de alte materiale (bumbac, fâș, artificiale) datorită unor dezavantaje ale ei cum ar fi faptul că se strânge la apă, provoacă mâncărimi unora dintre purtători sau chiar provoacă reacții alergice.

## Calitatea și clasificarea lânii
Calitatea lânii este determinată de mai mulți factori: culoarea lânii, grosimea fibrelor, ușurința de prelucrare și rezistența la rupere.
Lâna se clasifică, printre altele, și prin diametrul în microni al fibrei.
- < 17.5 - Ultrafin
- 17.6-18.5 - Superfin
- < 19.5  - Fin
- 19.6-20.5 - Fin mediu
- 20.6-22.5 - Mediu
- 22.6 < - Gras

Din punct de vedere al lungimii, lâna se clasifică astfel:
- lână lungă - cu lungimea medie peste 100 mm
- lână medie - cu lungimea medie între 60 – 100 mm
- lână scurtă - cu lungimea medie între 30 – 60 mm